# Nine Lives Tour
Nine Lives Tour – siódma trasa koncertowa grupy muzycznej Aerosmith, trwająca od 1997 do 1999 r., obejmująca 202 koncerty.
W 1997 zespół dał 18 koncertów w Europie i 62 w Ameryce Północnej; w 1998 – 76 w Ameryce Północnej i 7 w Japonii. Na skutek kontuzji Stevena Tylera europejska część trasy zaplanowana na rok 1998 została odwołana. W 1999 zespół dał 21 koncertów w Ameryce Północnej i ponownie 18 w Europie.

## Lista koncertów

### Koncerty w 1997

#### Europa
- 8 maja – Newcastle, Anglia – Newcastle Arena
- 10 maja – Manchester, Anglia – NYNEX Arena
- 12 maja – Hamburg, Niemcy – Alsterdorfer Sporthalle
- 15 maja – Helsinki, Finlandia – Hartwall Arena
- 17 maja – Nürburg, Niemcy – Rock am Ring, Nürburgring
- 18 maja – Norymberga, Niemcy – Rock im Park
- 20 maja – Praga, Czechy – Tipsport Arena
- 23 maja – Wiedeń, Austria – Wiener Stadthalle
- 25 maja – Mediolan, Włochy – Forum di Assago
- 27 maja – Rotterdam, Holandia – Ahoy Rotterdam
- 29 maja – Gandawa, Belgia – Flanders Sports Arena
- 31 maja – Birmingham, Anglia – National Exhibition Centre
- 2 czerwca – Glasgow, Szkocja – Scottish Exhibition and Conference Centre
- 4 i 5  czerwca – Londyn, Anglia – Wembley Arena
- 7 czerwca – Lyon, Francja – Halle Tony Garnier
- 9 czerwca – Zurych, Szwajcaria – Hallenstadion
- 11 czerwca – Paryż, Francja – Palais Omnisports de Paris-Bercy
- 13 czerwca – Barcelona, Hiszpania – Palau Sant Jordi
- 15 czerwca – Madryt, Hiszpania – Palacio de Deportes de la Communidad de Madrid

#### Ameryka Północna
- 30 czerwca – Old Orchard Beach, Maine, USA – Maine Entertainment Center
- 2 lipca – Ottawa, Kanada – Corel Centre
- 4 lipca – Montreal, Kanada – Molson Centre
- 6 lipca – Toronto, Kanada – Molson Amphitheatre
- 9 lipca – Darien, Nowy Jork – Darien Lake Performings Arts Center
- 11 i 12 lipca – Mansfield, Massachusetts, USA – Tweeter Center Boston
- 14 lipca – Richmond, Wirginia, USA – Classic Amphitheatre at Strawberry Hill
- 16 lipca – Burgettstown, Pensylwania, USA – Star Lake Amphitheater
- 18 lipca – Camden, New Jersey, USA – Sony Entertainment Pavillion
- 20 lipca – Saratoga Springs, Nowy Jork, USA – Saratoga Performings Arts Center
- 29 lipca – Virginia Beach, Wirginia, USA – GTE Virginia Beach Amphitheater
- 31 lipca – Hershey, Pensylwania, USA – Hershey Park Stadium
- 2 sierpnia – Bristow, Wirginia, USA – Nissan Pavilion
- 4 sierpnia – Scranton, Pensylwania, USA – Montage Mountain Amphitheater
- 6 sierpnia - New York City, Nowy Jork, USA – Madison Square Garden
- 9 sierpnia – Hartford, Connecticut, USA – Meadows Music Theater
- 10 sierpnia – Holmdel, New Jersey, USA – PNC Bank Arts Center
- 12 sierpnia – Cuyahoga Falls, Ohio, USA – Blossom Music Center
- 14 sierpnia – Minneapolis, Minnesota, USA – Target Center
- 16 sierpnia – East Troy, Wisconsin, USA – Alpine Valley Music Theatre
- 18 sierpnia – Cincinnati, Ohio, USA – Riverbend Music Theatre
- 21 i 22 sierpnia – Auburn Hills, Michigan, USA – Palace of Auburn Hills
- 24 sierpnia – Maryland Heights, Missouri, USA – Riverport Amphitheater
- 26 sierpnia – Bonner Springs, Kansas, USA – Sandstone Amphitheater
- 28 sierpnia – Columbus, Ohio, USA – Polaris Amphitheater
- 30 sierpnia – Tinley Park, Illinois, USA – World Music Theater
- 31 sierpnia – Noblesville, Indiana, USA – Deer Creek Music Center
- 23 września – Raleigh, Karolina Północna, USA – Hardeer's Walnut Creek Amphitheater
- 25 września – Charlotte, Karolina Północna, USA – Blockbuster Pavilion
- 27 września – Atlanta, Georgia, USA – Lakewood Amphitheater
- 29 września – Lafayette, Luizjana, USA – Cajundome
- 1 października – Memphis, Tennessee, USA – Pyramid Arena
- 3 października – Orlando, Floryda, USA – Orlando Arena
- 5 października – West Palm Beach, Floryda, USA – Coral Sky Amphitheater
- 7 października – Antioch, Tennessee, USA – Starwood Amphitheater
- 9 października – Dallas, Teksas, USA – Starplex Amphitheater
- 18 października – Devore, Kalifornia, USA – Glen Helen Blockbuster Pavillion
- 20 października – Concord, Kalifornia, USA – Concord Pavillion
- 22 października – Seattle, Waszyngton, USA – KeyArena
- 24 października – Portland, Oregon, USA – Rose Garden Arena
- 25 października – Vancouver, Kanada – Universal Concerts Canada
- 22 listopada – Jacksonville, Floryda, USA – Jacksonville Coliseum
- 24 listopada – Tampa, Floryda, USA – Ice Palace
- 26 listopada – Biloxi, Missisipi, USA – Mississippi Coast Coliseum
- 28 listopada – Tupelo, Missisipi, USA – Tupelo Coliseum
- 29 listopada – Birmingham, Alabama, USA – Birmingham-Jefferson Civic Center
- 2 grudnia – Little Rock, Arizona, USA – Barton Coliseum
- 4 grudnia – Austin, Teksas, USA – Frank Erwin Center
- 8 grudnia – El Paso, Teksas, USA – Don Haskins Center
- 10 grudnia – Albuquerque, Nowy Meksyk, USA – Tingley Coliseum
- 12 grudnia – San Diego, Kalifornia, USA – Cox Arena
- 14 grudnia – Las Vegas, Nevada, USA – MGM Grand Garden Arena
- 16 grudnia – Anaheim, Kalifornia, USA – Arrowhead Pond
- 18 grudnia – San Antonio, Teksas, USA – Alamo Dome
- 20 grudnia – Oklahoma City, Oklahoma, USA – Myriad Convention Center
- 21 grudnia – Valley Center, Kansas, USA – Kansas Coliseum
- 30 i 31 grudnia – Boston, Massachusetts, USA – Fleet Center

### Koncerty w 1998

#### Ameryka Północna – część 1
- 3 stycznia – Landover, Maryland, USA – US Air Arena
- 7 stycznia – Portland, Oregon, USA – Cumberland County Civic Center
- 9 stycznia – Pittsburgh, Pensylwania, USA – Pittsburgh Civic Arena
- 11 stycznia – Rochester, Nowy Jork, USA – War Memorial Auditorium
- 13 stycznia – Albany, Nowy Jork, USA – Pepsi Arena
- 15 stycznia – Filadelfia, Pensylwania, USA – Corestates Spectrum
- 16 stycznia - Boston, Massachusetts, USA – Mama Kins Music Hall
- 17 stycznia – New Haven, Connecticut, USA – New Haven Coliseum
- 19 stycznia – State College, Pensylwania, USA – Bryce Jordan Center
- 21 stycznia – Syracuse, Nowy Jork, USA – Oncenter
- 23 stycznia – Charleston, Wirginia Zachodnia, USA – Charleston Civic Center
- 24 stycznia – North Charleston, Karolina Południowa, USA – North Charleston Coliseum
- 27 stycznia – Roanoke, Wirginia, USA – Roanoke Civic Center
- 29 stycznia – Columbia, Karolina Południowa, USA – Carolina Coliseum
- 31 stycznia – Greensboro, Karolina Północna, USA – Greensboro Coliseum
- 2 lutego – Lexington, Kentucky, USA – Rupp Arena
- 4 lutego – Grand Rapids, Michigan, USA – Van Andel Arena
- 6 lutego – Ames, Iowa, USA – Hilton Coliseum
- 8 lutego – Madison, Wisconsin, USA – Kohl Center
- 10 lutego – Auburn Hills, Michigan, USA – The Palace of Auburn Hills

#### Japonia
- 1 marca – Nagoja, Nagoya Dome
- 3 marca – Osaka, Osaka Dome
- 5 marca – Fukuoka, Fukuoka Dome
- 8 i 9 marca – Tokio, Tokyo Dome
- 12 i 14 marca – Jokohama, Yokohama Arena

#### Ameryka Północna – część 2
- 18 kwietnia – Salt Lake City, Utah, USA – Delta Center
- 20 kwietnia – Denver, Kolorado, USA – McNichols Sports Arena
- 22 kwietnia – Colorado Springs, Kolorado, USA – World Arena
- 24 kwietnia – Spokane, Waszyngton, USA – Spokane Arena
- 27 i 29 kwietnia – Anchorage, Alaska, USA – Sullivan Arena
- 29 czerwca – Cape Canaveral, Floryda, USA – występ na premierze filmu Armageddon

Podczas występu w Anchorage 29 kwietnia Steven Tyler doznał kontuzji na skutek uderzenia statywem mikrofonu o pośladki. Z powodu jego kontuzji europejska część trasy zaplanowana na 1998 rok została odwołana. Również Joey Kramer doznał poparzeń na stacji benzynowej.

#### Odwołane koncerty w Europie na skutek wypadków Stevena Tylera i Joeya Kramera
- 26 czerwca – Sankt Petersburg, Rosja – Kirov or Petrovsky Stadium (odwołany)
- 28 czerwca – Moskwa, Rosja – Luzhniki Stadium (odwołany)
- 1 lipca – Oulu, Finlandia – Oulu Baseball Stadium (odwołany)
- 3 lipca - nieznane miasto, Dania – Midtfyns Festival (odwołany)
- 5 lipca – Belfort, Francja – Les Eurockèenes de Belfort (odwołany)
- 7 lipca – Paryż, Francja – Olympia (odwołany)
- 9 lipca – Kolonia, Niemcy – Sporthalle (odwołany)
- 10 lipca – Frauenfeld, Szwajcaria – Out in the Green Festival (odwołany)
- 12 lipca – Andorra la Vella, Andora – Dr. Music Festival (odwołany)
- 14 lipca – Mediolan, Włochy – Fila Forum (odwołany)
- 16 lipca – Pistoia, Włochy - Pistoia Festival (odwołany)
- 18 lipca – Stuttgart, Niemcy - Blindman’s Ball (odwołany)
- 19 lipca – Magdeburg, Niemcy - Blindman’s Ball (odwołany)
- 21 lipca – Katowice, Polska – Stadion Śląski (odwołany)
- 24 lipca – Sztokholm, Szwecja - Lollipop Festival (odwołany)
- 26 lipca – Rotterdam, Holandia – Ahoy Rotterdam (odwołany)
- 28 lipca – Sheffield, Anglia – Sheffield Arena (odwołany)
- 30 lipca – Dublin, Irlandia – The Point Theatre (odwołany)
- 1 sierpnia - Londyn, Anglia – Wembley Arena (odwołany)

Na arenach w Sheffield i Londynie planował wspomóc Aerosmith zespół Run-D.M.C.

#### Ameryka Północna – część 3
- 9 września - Scranton, Pensylwania, USA – Montage Mountain Amphitheater
- 11 września - Camden, New Jersey, USA – Sony Entertainment Pavilion
- 13 i 15 września – Clarkston, Michigan, USA – New Pine Knob Music Theater
- 17 września - Cincinnati, Ohio, USA – Riverbend Music Center
- 19 września - Tinley Park, Illinois, USA – World Music Theatre
- 21 września - Noblesville, Indiana, USA – Deer Creek Music Center
- 23 września - Columbus, Ohio, USA – Polaris Amphitheater
- 25 września – St. Louis, Missouri, USA – Riverport Amphitheater
- 27 września - Bonner Springs, Kansas, USA – Sandstone Amphitheater
- 29 września - Antioch, Tennessee, USA – Starwood Amphitheater
- 1 października - Raleigh, Karolina Północna, USA – Walnut Creek Amphitheater
- 3 października - Atlanta, Georgia, USA – Lakewood Amphitheater
- 5 października - Charlotte, Karolina Północna, USA – Blockbuster Pavilion
- 7 października - Richmond, Wirginia, USA – Classic Amphitheatre at Strawberry Hill
- 9 października - Bristow, Wirginia, USA – Nissan Pavilion
- 11 października - Hartford, Connecticut, USA – The Meadows
- 13 i 15 października – Wantagh, Nowy Jork – Jones Beach Amphitheater
- 17 października - Holmdel, New Jersey, USA – P.N.C. Bank Arts Center Webcast
- 20 października - Montreal, Kanada – Molson Centre
- 22 października - Quebec City, Kanada – Quebec Coliseum Arena
- 24 października – Hamilton, Kanada – Copps Coliseum
- 26 października – Toledo, Ohio, USA – Toledo Sports Arena
- 3 listopada – Milwaukee, Wisconsin, USA – Bradley Center
- 5 listopada - Minneapolis, Minnesota, USA – Target Center
- 7 listopada – Mankato, Minnesota, USA – Mankato Civic Center
- 9 listopada – Omaha, Nebraska, USA – Omaha Civic Auditorium
- 11 listopada – Fargo, Dakota Północna, USA – Fargodome lub Bison Arena
- 13 listopada – Duluth, Minnesota, USA – Duluth Entertainment Convention Center
- 15 listopada – La Crosse, Wisconsin, USA – La Crosse Center
- 17 listopada – Sioux Falls, Dakota Południowa, USA – Sioux Falls Arena
- 19 listopada – Peoria, Illinois, USA – Peoria Civic Center
- 21 listopada – Evansville, Indiana, USA – Roberts Municipal Stadium
- 23 listopada – Fort Wayne, Indiana, USA – War Memorial Coliseum
- 25 listopada – Moline, Illinois, USA – The Mark of Quad Cities
- 27 listopada – Rockford, Illinois, USA – Metro Center
- 29 listopada – Notre Dame, Indiana, USA – Arena Dome
- 1 grudnia - Grand Rapids, Michigan, USA – Van Andel Arena
- 3 grudnia – Dayton, Ohio, USA – Ervin J. Nutter Center
- 5 grudnia – Carbondale, Illinois, USA – Southern Illinois University Arena
- 7 grudnia – Knoxville, Tennessee, USA – Thompson Bolling Center
- 9 grudnia – Lexington, Kentucky, USA – Freedom Hall
- 11 grudnia – Champaign, Illinois, USA – Uol Assembly Hall
- 13 grudnia – Huntington, Wirginia Zachodnia, USA – Huntington Civic Center
- 15 grudnia – Cleveland, Ohio, USA – Gund Arena
- 17 grudnia - Filadelfia, Pensylwania, USA – First Union Spectrum
- 19 grudnia – Waszyngton, USA – MCI Center
- 27 grudnia – East Rutherford, New Jersey, USA – Continental Airlines Arena
- 29 grudnia – Albany, Nowy Jork, USA – Pepsi Arena
- 31 grudnia - Boston, Massachusetts, USA – Fleet Center

### Koncerty w 1999

#### Ameryka Północna
- 2 stycznia – Worcester, Massachusetts, USA – Centrum Arena
- 4 stycznia - Pittsburgh, Pensylwania, USA – Pittsburgh Civic Arena
- 6 stycznia – Chattanooga, Tennessee, USA – UTC Arena
- 11 kwietnia - Columbus, Ohio, USA – Schottenstein Center
- 13 kwietnia - Memphis, Tennessee, USA – Pyramid Arena
- 15 kwietnia - Greensboro, Karolina Północna, USA – Greensboro Coliseum
- 17 kwietnia – Greenville, Karolina Południowa, USA – Bi-Lo Center
- 19 kwietnia – Birmingham, Alabama, USA – Birmingham-Jefferson Civic Center
- 21 kwietnia – Biloxi, Missisipi, USA – Mississippi Coast Coliseum
- 23 kwietnia – Lafayette, Luizjana, USA – Cajundome
- 25 kwietnia – San Antonio, Teksas, USA – Retama Park
- 27 kwietnia – Woodlands, Teksas, USA – Cynthia Michell Pavilion
- 29 kwietnia – Dallas, Teksas, USA – Coca-Cola Starplex Amphitheater
- 1 maja – Greenwood Village, Kolorado, USA – Fiddler’s Green Amphitheatre
- 3 maja - Las Vegas, Nevada, USA – Thomas & Mack Center
- 7 maja – Los Angeles, Kalifornia, USA – Hollywood Bowl
- 13 maja – Sacramento, Kalifornia, USA – ARCO Arena
- 17 maja – Salt Lake City, Utah, USA – Delta Center
- 20 maja - Auburn Hills, Michigan, USA – Palace of Auburn Hills
- 22 maja – East Troy, Wisconsin, USA – Alpine Valley Music Theater
- 23 maja – Tinley Park, Illinois, USA – World Music Amphitheater

#### Europa
- 10 czerwca - Sztokholm, Szwecja – Ericsson Globen
- 14 czerwca – Gdańsk, Polska – Hala Olivia
- 16 czerwca – Monachium, Niemcy – Olympiahalle
- 18 czerwca – Linz, Austria - Football Stadium
- 20 czerwca - Zurych, Szwajcaria - Football Stadium
- 22 czerwca - Stuttgart, Niemcy – Schleyerhalle
- 24 czerwca - Kolonia, Niemcy – Kölnarena
- 26 czerwca - Londyn, Anglia – Stadion Wembley
- 28 czerwca – Bruksela, Belgia – Forest National
- 30 czerwca – Frankfurt, Niemcy – Festhalle
- 2 lipca – Nijmegen, Holandia – Goffertpark
- 4 lipca – Erfurt, Niemcy - Stausee Hohenfelden
- 6 lipca – Berlin, Niemcy – Waldbühne
- 8 lipca - nieznane miasto, Dania – Midtfyns Festival
- 11 lipca – Monza, Włochy - Monza Rock Festival
- 12 lipca – Neapol, Włochy - Neapolis Festival
- 15 lipca – Barcelona, Hiszpania – Palau Sant Jordi
- 17 lipca – Lizbona, Portugalia - T99 Festival